# Sandinistická revoluce
Jako Sandinistická revoluce nebo též Nikaragujská revoluce je označován sled historických událostí v Nikaragui v druhé polovině 20. století. V 60. a 70. letech se jednalo o vzrůstající odpor k pravicové diktatuře rodiny Somozů, který vedla organizace Sandinovská fronta národního osvobození (Frente Sandinista de Liberación Nacional, zkratka FSLN). Diktatura Somozů byla svržena díky podpoře SSSR a Kuby v roce 1979 diktaturou marxistickou v čele s klanem Ortegů. Ve spolupráci s Kubou zahájila vláda program socialistických experimentů, občanská válka však trvala nadále. Během své vlády Sandinisté zdokonalili infrastrukturu, vybudovali průmysl a zvýšili gramotnost obyvatelstva. Diktatura sandinistů skončila po demokratických volbách v roce 1990. Od roku 1979 do 1990 byla jedinou vládní stranou.
Proti FSLN ovšem povstaly ozbrojené jednotky Contras, které nesouhlasily s politikou FSLN. Během 80. let prováděla vládnoucí FSLN sociální a ekonomické reformy v duchu socialismu, marxismu-leninismu a teologie osvobození. V roce 1990 FSLN prohrála ve volbách, ale od roku 2006 je marxistická FSLN opět u moci.
Nikaragujský ozbrojený konflikt mezi FSLN (podporována východním blokem) a Contras (podpora z USA) bývá řazen mezi zástupné války Studené války.

## Historické souvislosti, časové vymezení
Sandinistická revoluce byla (mimo jiné) ovlivněna 3 historickými událostmi:
- Ozbrojený odpor Nikaragujců proti okupaci státu Spojenými státy americkými v roce 1926. Vůdcem odboje byl Augusto César Sandino, který plánoval a organizoval partyzánské výboje proti vojákům USA. Vojenskou přítomnost Spojených států v Nikaragui viděl jako „uzurpaci nezávislosti a svrchovanosti Nikaraguy“. V roce 1934 byl zavražděn na pokyn nového vůdce Nikaraguy Anastasia Somozy García. Pro Sandinistickou revoluci se stal vzorem a ikonou, své pojmenování nese právě na jeho počest.
- Kubánská revoluce (1953 - 1959)
- Pád berlínské zdi a rozpad Sovětského svazu (1989, 1990) - konec Studené války

Časové vymezení Sandinistické revoluce je těžké. Nikdy se oficiálně nejednalo o válku, přestože celý konflikt měl charakter občanské války. Jedna z definic pokládá za začátek revoluce rok 1961, kdy vznikla FSLN. Podle jiné definice Sandinistická revoluce začala v 70. letech, kdy započal výraznější ozbrojený odboj proti Somozovské diktatuře. Ten vyvrcholil 19. června 1979, kdy sandinisté vkročili do hlavního města Managua a převzali moc po uprchlém diktátorovi Anastasiovi Somozovi Debayle. Sandinistická revoluce v Nikaraguy probíhala v kontextu dalších revolucí v celé Latinské Americe. Za konec revoluce je považován rok 1990, ve kterém se prezidentkou státu stala Violeta Chamorro ze strany Unie národní opozice - opozice k FSLN.

## Průběh

### Začátky, vznik FSLN (60. - 70. léta)
Rodina Somozů vládla v Nikaraguy od roku 1934. Její politika byla ve stínu zahraniční politiky USA, které tento diktátorský režim podporovaly. Během 50. let vzniklo více různých hnutí a uskupení, která nesouhlasila s politikou Somozů. V roce 1961 vznikla Sandinovská fronta národního osvobození. Od svého vzniku hrála FSLN vedoucí roli opozice proti režimu Somozů.
Do začátku 70. let byly ozbrojené aktivity sandinistů minimální a jejich všeobecná podpora veřejnosti nevelká. Výrazněji začala stoupat až po r. 1972, když po ničivém zemětřesení, které postihlo Managuu, diktátor Anastasio Somoza Debayle zneužil většinu mezinárodní pomoci určené na obnovu města k vlastnímu obohacení. Tato otevřená korupce způsobila, že k podpoře sandinistů se začalo přidávat mnoho lidí, kteří do té doby Somozům režim tolerovali, či dokonce podporovali.

### Sesazení Somozy, vítězství FSLN (1979)

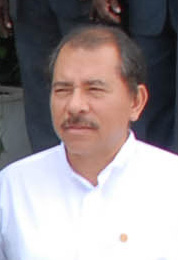
Daniel Ortega - jeden z hlavních představitelů FSLN

Od poloviny 70. let se část ekonomických lídrů, ale i katolická církev začala stavět proti Somozově vládě. Vzniklo opoziční hnutí, které vedl Pedro Joaquín Chamorro, majitel a vydavatel největšího deníku v zemi. Toto hnutí donutilo vládu provést několik menších změn. V roce 1977 došlo k rozdělení FSLN na několik frakcí, které měly různé názory na pokračování revolučního boje. Nejdůležitější z nich se stali tzv. terceristi (španělsky terceristas; třetí cesta) vedení Danielem Ortegou, který zastával pragmatický názor, že v boji proti Somozovu režimu se musí spojit jak s nekomunisty, tak i pravicovou opozicí.
10. ledna 1978 byl Pedro Joaquín Chamorro zavražděn. Jeho vražda byla připisována režimu a rozpoutala mohutné protesty střední třídy. Povstání rychle získala celonárodní charakter, Somozův režim na ně odpověděl zvýšenou represí, která přecházela až k útokům na civilní obyvatelstvo.
V březnu 1979 se jednotlivé frakce FLSN opět sjednotily a naplno rozvinuly proti Somozovi otevřenou povstaleckou ofenzivu na několika frontách známou jako „Ofensiva Final“ (závěrečný útok). Sandinisté rychle získávali kontrolu na novými územími. 17. června 1979 Anastasio Somoza Debayle oficiálně rezignoval na prezidentský post a emigroval do zahraničí. Moc předal svému spolupracovníkovi Fraciscu Urcuyovi, který však zanedlouho zemi také opustil. Sandinisté o 2 dny později vstoupili do hlavního města Managua. Moci se ujala vládní junta národní rekonstrukce (šp. Junta de Gobierno de Reconstrucción Nacional), která měla 5 členů - sandinisté Daniel Ortega, Moises Hassan, Sergio Ramirez a nezávislí, pravicově orientovaní Alfonso Robelo a Violeta Chamorro (vdova po zavražděném Pedrovi Chamorro).
Spojené státy americké, které dříve podporovaly diktaturu rodu Somozů a snažily se zabránit revoluci marxistické, se ocitly v opozici k nové revoluční nikaragujské vlády. Vláda Spojených států viděla, že Nikaragua má blízké vazby na Kubu a SSSR, a obávala se, že by v regionu Střední Ameriky vznikl komunistický stát. V roce 1981 se prezidentem USA stal Ronald Reagan. V roce 1985 uvalil na Nikaraguu ekonomickou blokádu. Navíc USA organizovaly, podporovaly a financovaly opoziční protisandinistickou armádu zvanou Contras. Téhož roku Nikaragua podepsala se Sovětským svazem dohodu o ekonomické spolupráci. Kuba se aktivně podílela na zahraniční pomoci sandinistické vládě, vysílala učitele, doktory a zdravotnický personál, ale i vojenské poradce a zbraně.

### Revoluční vlády (1979 - 1990)
Během své vlády se sandinisté zaměřovali hlavně na poválečnou rekonstrukci státu a různé sociální programy. Zavedli bezplatné zdravotnictví, podporovali stavbu škol a nemocnic v odlehlých oblastech, snažili se zvyšovat zaměstnanost. Významná byla jejich rozsáhlá vzdělávací kampaň, když se jim podařilo snížit negramotnost obyvatelstva z 50% na 13%. Za jejich vlády se též podařilo snížit o třetinu dětskou úmrtnost.
Sandinisté zestátnili většinu půdy, která patřila Somozům a přerozdělili ji chudším rolnickým rodinám. Zastávali model smíšené ekonomiky, na majetek soukromých společností nesahali, zestátňování během jejich vlády téměř neprobíhalo (s výjimkou Somozových bank a podniků). Ekonomická situace válkou proti Somozům zničené Nikaraguy se během jejich vlády zpočátku zlepšovala, ale později především kvůli americkému obchodními embargu, sabotážním akcím proamerických contras a přírodním katastrofám (např. zničující hurikán Joan v roce 1988), ale i nedostatečné efektivnosti sandinistického řízení státu, prudce upadla a ke konci jejich vlády byla horší než po skončení války proti Somozům.

#### 1979 - 1985
V provizorní vládní juntě měli sandinisté většinu, poměrně snadno prosazovali své návrhy. Narůstající neshody mezi sandinisty a 2 nezávislými členy způsobily, že v roce 1981 Alfonso Robelo a Violeta Chamorro juntu opustili. Sandinisté následně do uvolněných pozic dosadili své lidi a prakticky tím převzali nad zemí úplnou kontrolu. Junta spravovala zemi až do roku 1985.
2. listopadu 1984 se konaly prezidentské i parlamentní volby. Vítězem a novým prezidentem se stal Daniel Ortega, FSLN získala 61 z 96 křesel v parlamentu. Přestože část pravicové opozice volby bojkotovala a USA je označily za zfalšované, nezávislí pozorovatelé ze západní Evropy a OSN potvrdili, že se jednalo o volby svobodné a spravedlivé.

#### 1985 - 1990

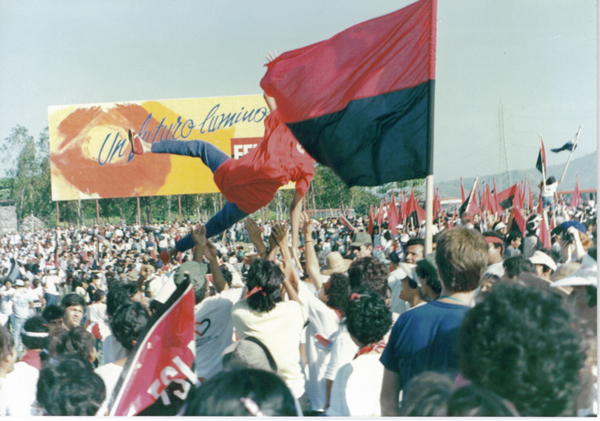
oslavy 10. výročí Sandinistické revoluce (1989)

V tomto období vládnoucí FSLN pokračovala v započatých reformách (zdravotnictví, školství). Kvůli stále se zhoršující ekonomické situaci, neúspěšném boji s Contras a rozsáhlé kampani opoziční Violety Chamorro začala veřejná podpora sandinistů ovšem pomalu klesat.
25. února 1990 se konaly prezidentské i parlamentní volby, ve kterých sandinisté prohráli. Jako protiváha k FSLN se zformovala strana Unie národní opozice (španělsky Unión Nacional Opositora; UNO), která byla koalicí 14 politických stran nesouhlasících s politikou Daniela Ortegy. Volebním lídrem této strany byla Violeta Chamorro. Ta také volby vyhrála. Získala 54,74% hlasů, zatímco Ortega z FSLN 40,82%. Její nastoupení do prezidentské funkce 25. dubna 1990 bývá považováno za konec Sandinistické revoluce.

### Občanská válka mezi FSLN a Contras (80. léta)
Proti Sandinistické revoluci se hned po roce 1979 začaly formovat ozbrojené jednotky, které nesouhlasily s idejemi FSLN. Z většiny byly tvořeny bývalými členy Národní gardy - Somozovské armády. Tito kontrarevolucionáři nesli pojmenování Contras (španělsky Proti). Z počátku působily jednotlivé frakce samostatně, postupem času začaly koordinovaně spolupracovat. Ozbrojený konflikt mezi Contras a vládní armádou měl charakter guerillové občanské války. Contas byly významně podporovány z USA. Roku 1987 propukl v USA skandál Írán-Contras, když se ukázalo, že finance proudící do Nikaraguy na podporu Contras pocházely z prodeje zbraní do Íránu.
Výraznou úlohu při usmiřování mezi FSLN a Contras sehrál tehdejší kostarický prezident Óscar Arias. Ten se snažil napomoci konci občanských válek ve Střední Americe (kromě Nikaraguy probíhaly též v Salvadoru a Guatemale). V lednu 1988 proběhl mezinárodní summit, během kterého se znepřátelené strany dohodly na tom, že USA jednoznačně ukončí podporu Contras a FSLN provede demokratické reformy. O 2 měsíce později byla podepsána oficiální mírová dohoda.